# Paleoblitacythereis
Paleoblitacythereis is een geslacht van uitgestorven kreeftachtigen uit de klasse van de Ostracoda (mosselkreeftjes).

## Soorten
- Paleoblitacythereis bossioi Dall'Antonia, 2000 †
- Paleoblitacythereis ruggierii (Russo, 1964) Bonaduce & Russo, 1985 †